# John Allen Miner Thomas
Pour les articles homonymes, voir John Thomas et Thomas.
John Allen Miner Thomas (10 janvier 1900-12 mars 1932) est un écrivain américain.
Il est diplômé de l'Université Yale en 1922 où il est membre de la société secrète Skull and Bones. Son seul roman est Dry Martini (1926), consacré aux Américains à Paris. Une adaptation pour le cinéma est réalisée en 1928 avec Mary Astor en vedette.  Thomas meurt des conséquences de son alcoolisme.

## Source de la traduction
- (en) Cet article est partiellement ou en totalité issu de l’article de Wikipédia en anglais intitulé « John Allen Miner Thomas » (voir la liste des auteurs).